# درامند (اکلاهما)
درامند(به انگلیسی: Drummond) شهری در ایالت اکلاهما کشور ایالات متحده آمریکا است که جمعیت آن در سرشماری سال ۲۰۱۰ میلادی، ۴۵۵ نفر بوده‌است.